# Радиолокационная астрономия
Радиолокацио́нная астроно́мия — один из разделов астрономии, исследования небесных тел с помощью радиолокации. Позволяет определять скорости и расстояние до них, размеры, элементы вращения, свойства поверхности. В отличие от пассивных астрономических наблюдений, когда анализируется собственное или рассеянное излучение, при радиолокации информация получается путём сравнения зондирующего сигнала, параметры которого известны, с эхосигналом. Таким образом реализуется беспрецедентная точность измерений. Например, при радиолокации астероидов ошибка измерения запаздывания составляет единицы наносекунд, а доплеровского смещения— сотые доли герца.
Радиолокаторы устанавливаются также и на космических аппаратах.

## Исследования
При помощи первого советского планетного локатора диапазона дециметровых волн АДУ-1000 проведены первые в мире радиолокационные исследования Венеры (1961), Меркурия (1962) и Марса (1963).
В 1962 году дважды был проведён эксперимент: с передающей антенны Евпаторийского Центра Дальней Космической связи на волне 39 см в сторону Венеры азбукой Морзе было отправлено послание «Мир», «Ленин», «СССР». Чуть более чем через 4 минуты отражённый от соседней к нам планеты радиосигнал вернулся на Землю.
К настоящему времени проведены радиолокационные исследования Луны (начаты в 1946), внутренних планет, Солнца (начаты в 1959), спутников и колец планет-гигантов, астероидов, метеороидов, комет, космического мусора.